# Robert Mugabe
Robert Mugabe, KCB (Kutama, 21. veljače 1924. – Singapur, 6. rujna 2019.), bivši je zimbabveanski političar, premijer od 1980. do 1987. kada je postao 2. predsjednik Zimbabvea (1987. – 2017.) nasljedivši Canaana Bananu. U trenutku svrgavanja s vlasti, u dobi od 93 godine, bio je najstariji lider pojedine države na svijetu.

## Rani život
Rodio se 1924. godine u gradu Kutama, u tadašnjoj Južnoj Rodeziji. Njegov otac napustio je siromašnu obitelj dok je mladi Robert imao svega 10 godina. Prvo obrazovanje je primio od katoličkih misionara a kasnije se nastavio obrazovati na svučilištima po Južnoafričkoj Republici. Ondje je pohađao isto sveučilište kao i Nelson Mandela.

## Politika

### Rodezijski građanski rat i osamdesete
Mugabe se u politiku uključio ranih šezdesetih s agendom borbe za jednaka prava crnačke većine u ovoj afričkoj državi. Sudjelovao je u osnivanju političke stranke ZANU (Zimbabwe African National Union), zbog čega je desetak godina proveo po zatvorima. Nakon otpuštanja iz zatvora, odlazi u Mozambik, gdje se priključuje oružanom krilu ZANU-a te se s vremenom probija do pozicije zapovjednika. Ubrzo je buknuo Rodezijski građanski rat protiv bjelačke manjine, koji je pobunjenička koalicija dobila a država promijenila ime u Zimbabve. 1980., održali su se izbori, na kojima je Mugabe izabran za prvog premijera nezavisnog Zimbabvea.
Godine 1987. u Zimbabveu su se dogodile su ustavne promjene kojima su ovlasti predsjednika ojačane iz pukih ceremonijalnih u izvršne. Mugabe ubrzo postaje predsjednikom a država de facto jednopartijskom diktaturom.

### Ekonomski kolaps države
Prema kritičarima, njegova loša ekonomska politika dovela je do rapidnog pada zimbabveanskog gospodarstva na kojeg je utjecala ortačka raspodjela zemlje pred izbore 2000 godine. Uskoro se dogodila i hiperinflacija Zimbabveanskog dolara, zbog čega je Središnja banka Zimbabvea 2009. godine počela izdavati novčanice od po bilijun zimbabveanskih dolara, kojima se jedva mogao kupiti komad kruha. Domaću su valutu kasnije u upotrebi zamijenili Američki Dolar i Južnoafrički rand. Zimbabve je postala zemlja s najvećom inflacijom u svijetu, vladajućom kleptokracijom i nezaposlenošću od 94 posto.
U samom Zimbabveu mišljenja o Mugabeu su podijeljena. Dok ga jedni smatraju osloboditeljem i narodnim herojem, drugi smatraju da je uništio perspektivu ove afričke države.

## Svrgavanje s vlasti
U studenom 2017., Nacionalna Vojska Zimbabvea, izdala je priopćenje da su predsjednik Mugabe i njegova žena Grace uhićeni te da se nalaze u kućnom pritvoru. Nedugo potom, vojska je preuzela kontrolu nad državnom televizijom, odakle je u 4 sata ujutro izdano priopćenje da su se odlučili na intervenciju jer smatraju da se "država potkopava", odnosno zloupotrebljava. Uzrok nezadovoljstvu bilo je Mugabeovo svrgavanje dotadašnjeg potpredsjednika Emmersona Mnangagwea, u korist Mugabeove 40 godina mlađe žene Grace Mugabe, čime se zamjerio utjecajnim ratnim veteranima i vojnom establišmentu.
Vojni udar mnogi su stanovnici pozdravili pjesmom i plesom na ulicama. Mugabe je pak pristao otići s vlasti ako mu se dozvoli da "umre u Zimbabveu", što je odobreno od strane nove vlasti.
Mugabe je preminuo 6. rujna 2019. godine.